# Ölfus
Ölfus est une municipalité du sud-ouest de l'Islande.

## Démographie
Évolution de la population :
2011: 1 915
2022: 2 481 